# Heterocarpus chani
Heterocarpus chani is een garnalensoort uit de familie van de Pandalidae. De wetenschappelijke naam van de soort is voor het eerst geldig gepubliceerd in 2006 door Li.